# 7400 Lenau
7400 Lenau este un asteroid din centura principală, descoperit pe 21 august 1987, de Eric Elst.